# Testeboåns delta
Testeboåns delta är ett naturreservat i Gävle kommun i Gävleborgs län.
Området är naturskyddat sedan 1997 och är 118 hektar stort. Reservatet omfattar vatten och mark vid Testeboåns mynning i Inre fjärden (Gävlebukten) och består av lövskogar och våtmarker.